# Thomas von Lüdinghausen

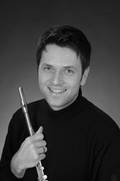
Thomas von Lüdinghausen, 2014

Thomas von Lüdinghausen (* 23. Oktober 1976 in Cuxhaven) ist ein deutscher Flötist. 

## Leben
Im Alter von 12 Jahren begann er mit dem Flötenspiel und studierte nach erfolgreicher Aufnahmeprüfung an der Staatlichen Hochschule für Musik Freiburg im Breisgau bei Robert Aitken. Später wechselte er an die Hochschule für Musik „Franz Liszt“ Weimar zu Ulf-Dieter Schaaff.
Sein Weg als Orchesterflötist begann er bereits während des Studiums im Jeunesses Musicales Weltorchester. Weitere Stationen waren Engagements bei den Duisburger Philharmonikern, Düsseldorfer Symphonikern und der Staatskapelle Berlin. 
Nach dem Gewinn einiger Probespiele entschied er sich für die Stuttgarter Philharmoniker und ist seit der Zeit dort als stellvertretender erster Soloflötist tätig. Er konzertiert als Kammermusiker und Solist regelmäßig in Deutschland, Europa und Asien. Seit 2006 leitet er eine Flötenklasse an der Hochschule für Musik und Darstellende Kunst Stuttgart.